# Ophidiaster
Ophidiaster, del griego clasico ὄφις (óphis), "serpiente", y ἀστήρ (astḗr), "estrella", es un género de equinodermos perteneciente a la familia Ophidiasteridae.
El género tiene una distribución casi cosmopolita.
Se han documentado las siguientes especies:
- Ophidiaster agassizi Perrier, 1881
- Ophidiaster alexandri Verrill, 1915
- Ophidiaster arenatus (Lamarck, 1816)
- Ophidiaster armatus Koehler, 1910
- Ophidiaster attenuatus Perrier, 1869
- Ophidiaster bayeri A.H.Clark, 1948
- Ophidiaster bicolor (Lamarck, 1816)
- Ophidiaster bullisi (Downey, 1970)
- Ophidiaster chinensis Perrier, 1875
- Ophidiaster colossus Mah, 2021
- Ophidiaster confertus H.L.Clark, 1916
- Ophidiaster cribrarius Lütken, 1871
- Ophidiaster davidsoni de Loriol & Pellat, 1874
- Ophidiaster duncani de Loriol, 1885
- Ophidiaster granifer Lütken, 1871
- Ophidiaster guildingi Gray, 1840
- Ophidiaster helicostichus Sladen, 1889
- Ophidiaster hemprichi Müller & Troschel, 1842
- Ophidiaster kermadecensis Benham, 1911
- Ophidiaster lorioli Fisher, 1906
- Ophidiaster ludwigi deLoriol, 1900
- Ophidiaster macknighti H.E.S.Clark, 1962
- Ophidiaster multispinus Liao & A.M.Clark, 1996
- Ophidiaster ophidianus (Lamarck, 1816)
- Ophidiaster perplexus A.H.Clark, 1954
- Ophidiaster perrieri de Loriol, 1885
- Ophidiaster reyssi Sibuet, 1977
- Ophidiaster rhabdotus Fisher, 1906
- Ophidiaster tuberifer Sladen, 1889